# Gerard David
Gerard David (Oudewater, c. 1460 — Bruges, 13 de agosto de 1523) foi um pintor flamengo do Gótico tardio, conhecido pelo uso brilhante da cor.
Gerard David nasceu em Oudewater, onde hoje é Utrecht. A maior parte de sua carreira, porém,  aconteceu em Bruges, onde era membro da guilda de pintores. Após a morte de Hans Memling em 1494, David se tornou o pintor mais importante da região.
David caiu em completo esquecimento até cerca de 1860 quando a sua memória foi resgatada por William Henry James Weale, cuja investigação nos arquivos de Bruges trouxeram à luz os principais factos da vida por pintor e levaram à reconstrução da personalidade artística de David, começando com o reconhecimento da sua única obra documentada: A Virgem entre as Virgens em Rouen.
Existem agora evidências documentais do seguinte: que David chegou a Bruges em 1483, presumivelmente vindo de Haarlem, onde formou o seu estilo inicial com Albert Van Ouwater; integrou a Guilda de São Lucas em 1484 e tornou-se líder da guilda dem 1501; em 1496 casou com Cornelia Cnoop, filha do líder da guilda dos ourives; tornou-se um dos cidadãos mais influentes da cidade; morreu a 13 de agosto de 1523 e foi sepultado na Igreja de Nossa Senhora em Bruges.
No início da sua carreira, no Haarlem, Gerard David, seguiu a linha dos artistas da cidade como Albert Van Ouwater, Dieric Bouts e Geertgen tot Sint Jans, denotando grande domínio na utilização da cor. Deste período inicial pertencem-lhe São João da colecção de Richard von Kaufmann, em Berlim, e São Jerónimo. Estudou as pinturas de Jan van Eyck, Rogier van der Weyden, Quentin Matsys e Hugo van der Goes, mas seu mestre foi Hans Memling.
Poucos de seus trabalhos estão em Bruges. A maioria se encontra espalhada pelo mundo. Quando David morreu, a glória de Bruges estava em declínio. Somente seu aluno Adriaen Isenbrant ganhou notoriedade. Outros pintores flamengos como Joachim Patinir e Mabuse foram influenciados por ele.

## Obras
- Políptico de Santa Ana (1500-1520), na National Gallery of Art, no Museu de Arte de Toledo, e nas Galerias Nacionais da Escócia
- Repouso na fuga para o Egipto (1501-1520), no Museu Nacional de Arte Antiga, em Lisboa
- A Virgem e o Menino com quatro Anjos (1510-1515), no Metropolitan Museum of Art, em Nova Iorque
- Tríptico da Descida da Cruz (1518-1527), no Museu de Arte Sacra do Funchal, no Funchal

### Galeria Nacional,Londres
Crucificação, óleo sobre madeira, 63 × 62 cm.
O casamento místico de Santa Catarina, 1505-10, óleo e tempera sobre madeira, 106 × 144 cm.

### Louvre, Paris
O casamento em Cana, cerca de 1500, óleo sobre madeira, 100 × 128 cm.

### O Museu Metropolitano de Arte, Nova York
Virgem e criança com quatro anjos, cerca de 1505, óleo em madeira, 63,2 × 39,1 cm.

### Museu Städel, Frankfurt
São Jerônimo na região selvagem, em torno de 1509, técnica mista no carvalho, 31,5 × 21,8 cm.
A Anunciação a Maria, cerca de 1509, madeira de carvalho, 40,9 × 32,1 cm.

### Museus reais de arte e história, Bruxelas
Madonna e Criança com a sopa de leite, por volta de 1520, óleo em carvalho, 35 x 29 cm.

### Museu de Belas Artes,Budapeste
O nascimento de Cristo, 1490, madeira, 76,5 × 56 cm.

### Museu Real de Belas Artes,Antuérpia
As Sagradas esposas e os santos João no Golgotha, 1480-85, óleo sobre madeira, 45 × 42,5 cm.

### Alte Pinakothek, Munique
Adoração dos Magos (Gerard David), cerca de 1495/1505.

### Museu Groeninge, Bruges
O julgamento de Cambyses (painel esquerdo), 1498, óleo sobre madeira, 202 × 172,8 cm.

## Galeria de obras

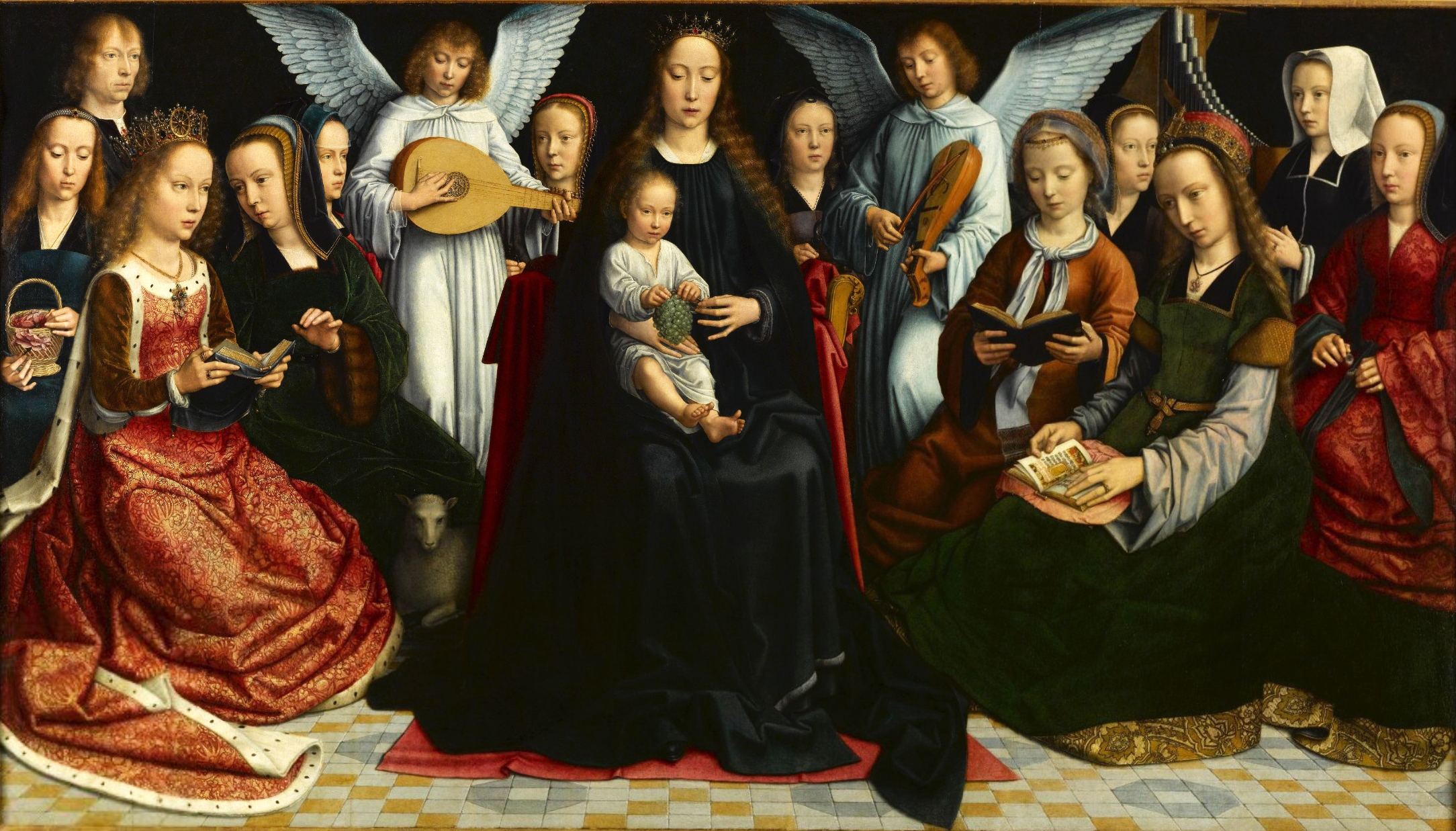
A Virgem entre as Virgens (Musée des Beaux-Arts, Rouen)
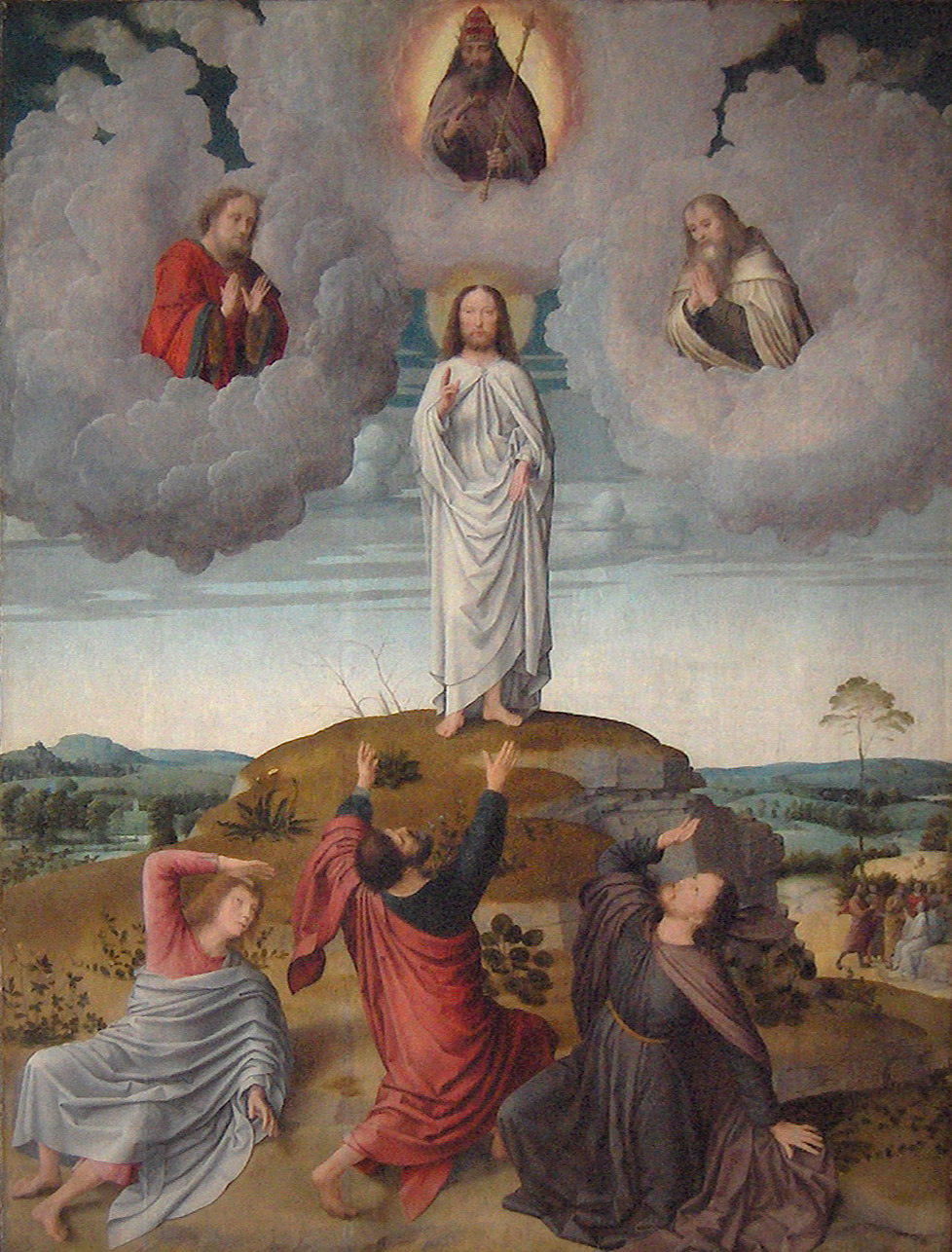
Transfiguração de Cristo (Onze-Lieve-Vrouwekerk, Bruges)
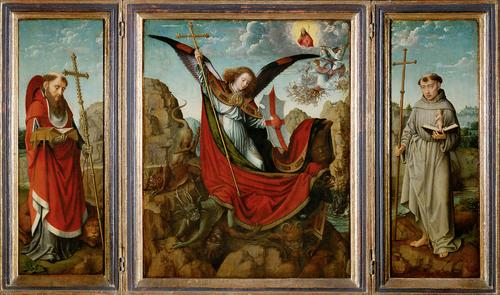
Altar do Arcanjo Miguel (Kunsthistorisches Museum, Viena)
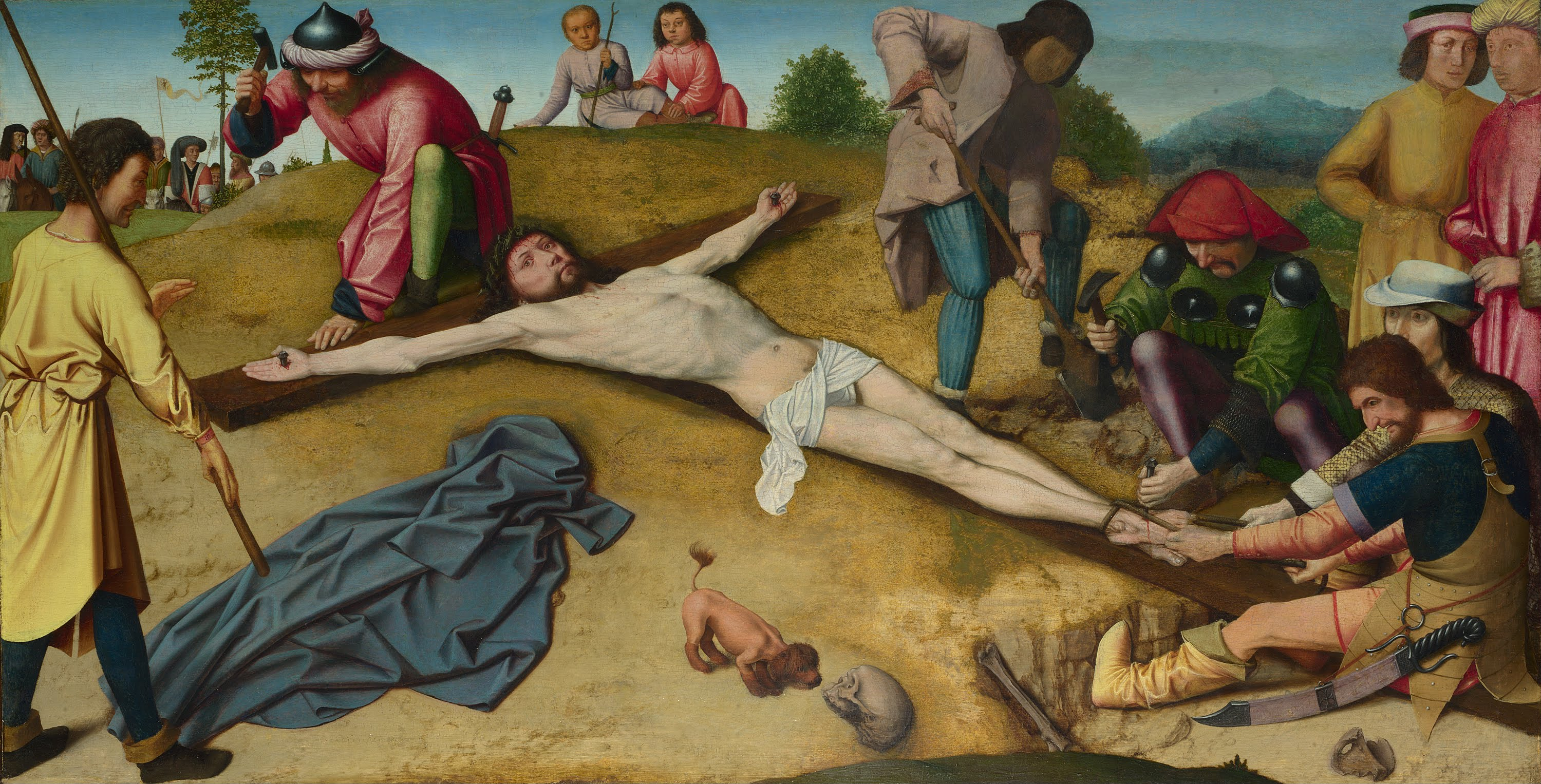
Cristo pregado na Cruz (National Gallery, Londres)
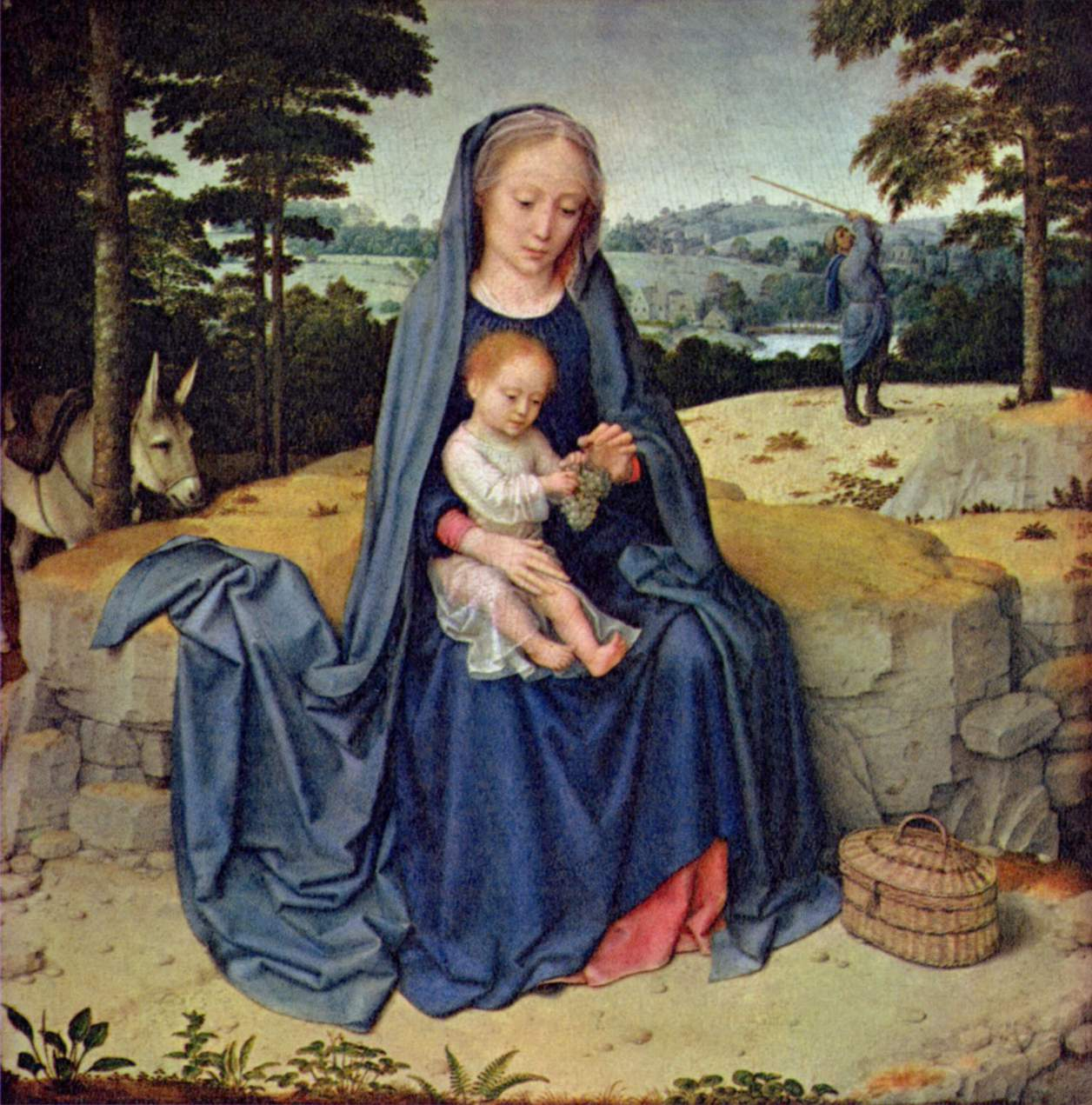
[[Descanso da Virgem|O Descanso durante a Fuga para o Egito
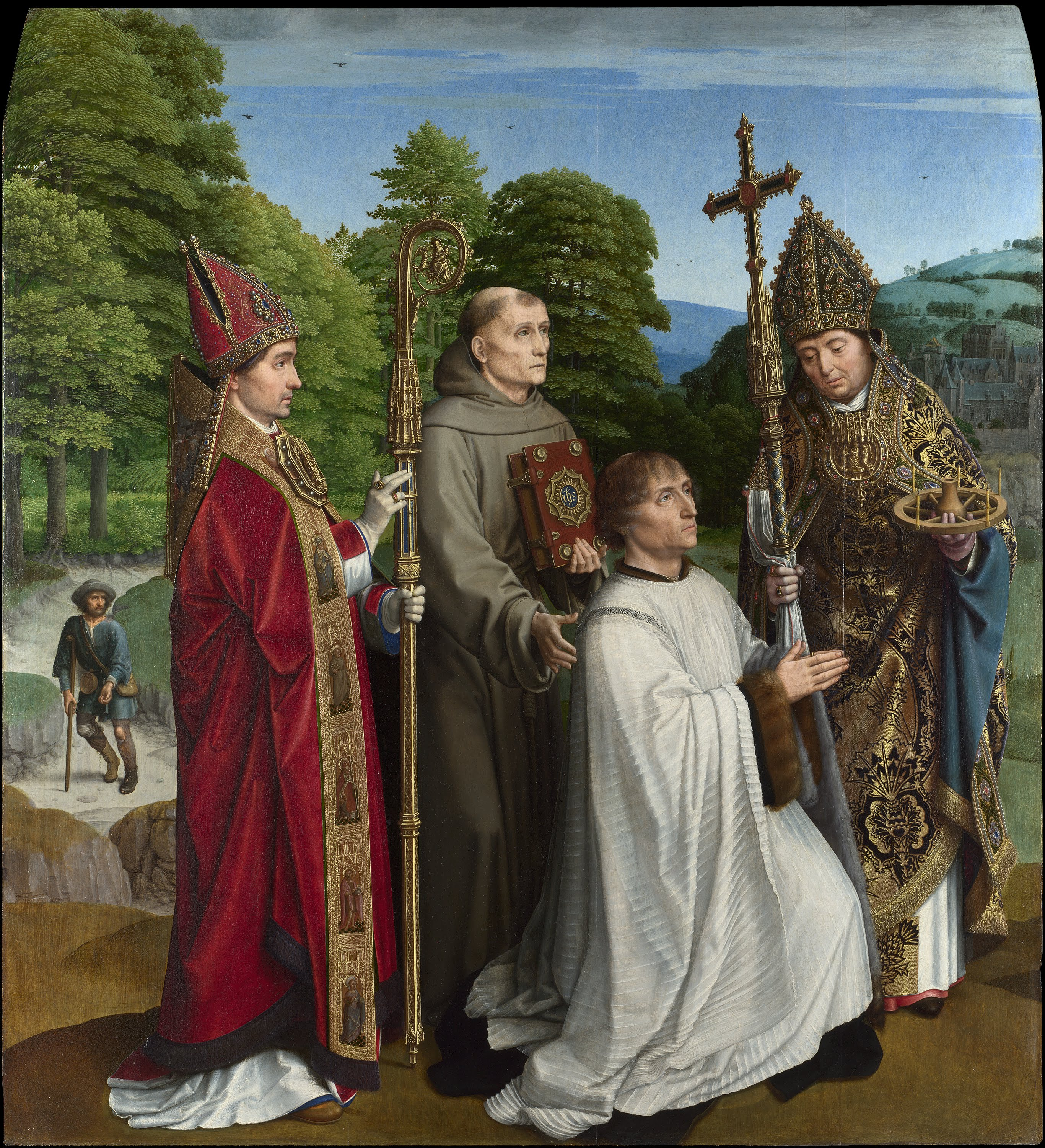
Canon Bernardijn Salviati e três santos (National Gallery, Londres)
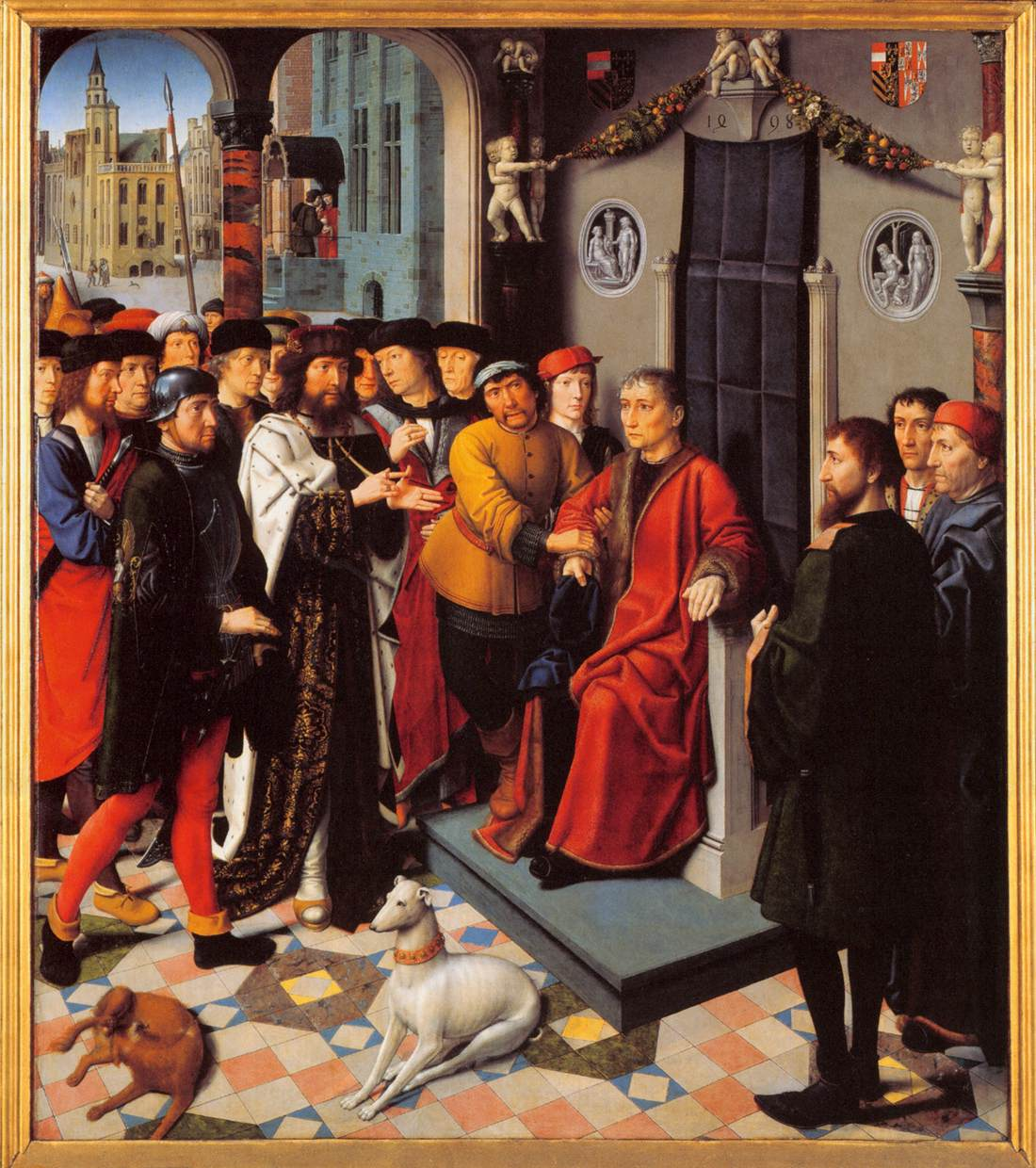
O Julgamento de Cambises, Museu Groeninge, Bruges, Bélgica